# Марк Бердолль
Марк Бердолль (фр. Marc Berdoll, нар. 6 квітня 1953, Трелазе) — французький футболіст, що грав на позиції нападника.
Виступав, зокрема, за «Анже» та «Марсель», а також національну збірну Франції.

## Клубна кар'єра
У дорослому футболі дебютував 1970 року виступами за команду «Анже», в якій провів шість сезонів, взявши участь у 156 матчах чемпіонату. У сезоні 1973/74 він посів друге місце у списку найкращих бомбардирів чемпіонату Франції із 29 голами позаду Карлоса Б'янкі. Крім цього того сезону у грі проти «Сент-Етьєна» Бердолль забив 4 голи у ворота Іван Чуркович, ставши наймолодшим автором «покера» в історії французького чемпіонату. Лише 2018 року його рекорд побив Кіліан Мбаппе.
Втім після успішного сезону, наступний розіграш 1974/75 виявився не таким вдалим — його 17 голів (4 місце серед найкращих бомбардирів ліги) не змогли запобігти вильоту «Анже» у другий дивізіон, в якому Бердолль став найуспішнішим бомбардиром Дивізіону 2 1975/76, паралельно посівши перше місце і в командному заліку і повернувши клуб до французької еліти.
Вітку 1976 року 23-річний бомбардир, який за останні три роки забивав у середньому по 23 голи за сезон, перейшов за 440 000 DM у німецький «Саарбрюкен», підписавши дворічний контракт. Бердолль дебютував у Бундеслізі 14 серпня 1976 року, у першому турі сезону, перед 28 500 глядачами, в Саарбрюкені, під час гри проти «Бохума» (0:1). У новій команді Марк відкрив інтенсивний характер німецького футболу: дві тренування на день по дві з половиною години кожна, а також ритмічні та фізичні матчі, де захисники були нещадними. В результаті француз не зумів показувати таку результативність як на батьківщині і свій перший а, зрештою, і єдиний гол він забив дортмундській «Борусії» (1:2) 21 серпня 1976 року і в кінці сезону повернувся до Франції.
На батьківщині Бердолль став виступати за «Марсель», в якому відновив свої бомбардирські якості, забивши в дебютному сезоні 1977/78 20 голів (сьомий результат ліги), а в наступному 12. Однак третій сезон виявився невдалим як для клуб так і для гравці — Марк забив лише 8 голів, через що команда посіла передостаннє 19 місце і вилетіла з вищого дивізіону.
В результаті Бердолль повернувся до свого першого клубу, «Анже», але влітку 1981 року і ця команда покинула Дивізіон 1. Протягом наступного сезону 1981/82 Марк, який вже не був настільки результативним навіть у другому дивізіоні, змушений був другу половину турніру провести в «Ам'єні» з третього дивізіону, а завершив ігрову кар'єру у команді «Орлеан» з другого дивізіону, за яку виступав протягом 1983—1985 років.
Загалом за кар'єру Бердолль провів 251 матч вищого дивізіону зі 102 голами у Франції та 17/1 у Німеччині.

## Виступи за збірну
8 вересня 1973 року дебютував в офіційних матчах у складі національної збірної Франції в товариській грі проти Греції (3:1), в якій відзначився голом.
У складі збірної був учасником чемпіонату світу 1978 року в Аргентині, де провів дві з трьох ігор своєї команди і в матчі з Угорщиною (3:1) забив гол, втім його команда не зуміла подолати груповий етап.
Загалом протягом кар'єри у національній команді, яка тривала 7 років, провів у її формі 16 матчів, забивши 5 голів.

## Досягнення
- Найкращий бомбардир другого дивізіону Франції: 2075/76 (25 голів)